# Sebastian Barrio
Sebastian Barrio (Vichy, 11 febbraio 1971) è un ex attore pornografico francese.
Ha girato la sua prima scena porno negli anni 1997-98 e debutta nel cinema a luci rosse professionale non in giovanissima età nel 1999, dopo aver lavorato per due anni come pompiere. È uno degli attori francesi tra i più attivi nell'hard degli ultimi anni.
Recentemente ha ricevuto premi e riconoscimenti come attore (nel 2005) degli Awards europei di Bruxelles (Belgio) come « Migliore secondo ruolo francese ».

## Filmografia parziale
- Day Dreams, 2004
- Hardcore Models, 2004
- Hot Paradise, 2004
- Hustler XXX 22, 2004
- Katsumi à l'école des sorcières, 2004
- Katsumi Provocation, 2004
- The Liar, 2004
- A Load in Every Hole 10, 2004
- Private Gold 63: Sex Experiment, 2004
- Private Tropical 8: Ocean Dream, 2004
- Private XXX 17: Sex Kittens, 2004
- Die Psycho-Klinik, 2004
- Les Ravageuses à la ferme, 2004
- Sex Total, 2004
- Start Me Up, 2004
- Superparadise, 2004
- Ti'Touch - Passage à l'acte, 2004
- Toxic, 2004
- Le Plaisir à 20 ans, 2004
- When Porn Stars Play 4... Sex for Fun, 2005
- The Best by Private 67: Private 40th Anniversary: Ultimate Anthology Set 1965-2005, 2005
- The Private Story of Lucy Lee, 2005
- Russian Institute: Lesson 1, 2005
- Vixens in Uniform, 2005